# O Baloiço
O Baloiço (francês:  La balançoire) é uma pintura a óleo sobre tela do pintor impressionista francês Pierre-Auguste Renoir data de 1876. A pintura mostra homem a falar com uma jovem que está em cima de um baloiço. Ao pé deles, está uma menina e um segundo homem apoiado numa árvore. Os modelos são Edmond, irmão de Renoir, o pintor Norbert Goeneutte, e Jeanne, uma jovem de Montmartre. 